# Kowaliwka (rejon połtawski)
Kowaliwka (ukr. Ковалівка) – wieś na Ukrainie, w obwodzie połtawskim, w rejonie połtawskim. Liczy około 2130 mieszkańców.